# Ryzec černohlávek
Ryzec černohlávek (Lactarius lignyotus) je jedlá stopkovýtrusá houba z čeledi holubinkovitých.

## Výskyt
Můžeme jej nalézt v období mezi červencem a říjnem. Je vázán na oblasti, kde rostou smrky. Vyskytuje se na kyselých půdách a to v oblastech pahorkatin až po horské vegetační stupně.

## Vzhled

### Makroskopický

#### Klobouk
Má sametový klobouk široký 25-80 mm, často s hrbolem ve tvaru kužele a paprskovitým zvrásněním. Barva klobouku je tmavě hnědá až černohnědá.

#### Lupeny
Mají bílou barvu, posléze krémovou s nádechem do růžova, v místě, kde se stýkají s třeněm pak barvu tmavě hnědou.

#### Třeň
Má rozměry 35-100 × 6-15 mm, tmavohnědou barvu, je lehce plstnatý a vespodu plstnatý bíle.

#### Dužnina
Má bílou barvu a je pevná. Při naříznutí přechází zvolna do růžové barvy. Její vůně je příjemná a chuť často oříšková.
Mléko má bílou barvu, není ho mnoho a je mírné chuti.

### Mikroskopický

#### Výtrusy
Jsou kulovitého tvaru, amyloidní, průměrně velké 8-10,5 µm. Barva výtrusného prachu je lehce okrově žlutá.

## Synonyma
- Lactariella lignyota (Fr.) J. Schröt., in Cohn, Krypt.-Fl. Schlesien (Breslau) 3.1(33–40): 544 (1889)
- Lactarius lignyotus f. gracilis Bres., Iconogr. Mycol. 8: tab. 386 (1929)
- Lactarius lignyotus Fr., Monogr. Lact. Suec.: 25 (1857) f. lignyotus
- Lactarius lignyotus var. americanus A.H. Sm. & Hesler, Brittonia 14: 395 (1962)
- Lactarius lignyotus var. canadensis A.H. Sm. & Hesler, Brittonia 14: 398 (1962)
- Lactarius lignyotus var. hirtellus A.H. Sm. & Hesler, Brittonia 14: 396 (1962)
- Lactarius lignyotus var. insignis A.H. Sm. & Hesler, Brittonia 14: 399 (1962)
- Lactarius lignyotus Fr., Nuovi Ann. Sci. Nat.: 25 (1857) var. lignyotus
- Lactarius lignyotus var. parvulus A.H. Sm. & Hesler, Brittonia 14: 401 (1962)
- Lactarius lignyotus var. tenuipes Peck, Ann. Rep. N.Y. St. Mus. nat. Hist. 38: 129 (1885)
- Lactifluus lignyotus (Fr.) Kuntze, Revis. gen. pl. (Leipzig) 2: 857 (1891) [5]

## Zaměnitelnost
Lze ho zaměnit s ryzcem datlím (L.picinus), který je nejedlý. Nemá na klobouku hrbolek, jeho lupeny mají žlutavou barvu a dužnina červenooranžovou. 

## Zajímavosti
Má využití v kuchyni. Ryzce lze připravovat na pánvi, nakládat, případně z nich dělat polévky nebo omáčky.